# Căciulă

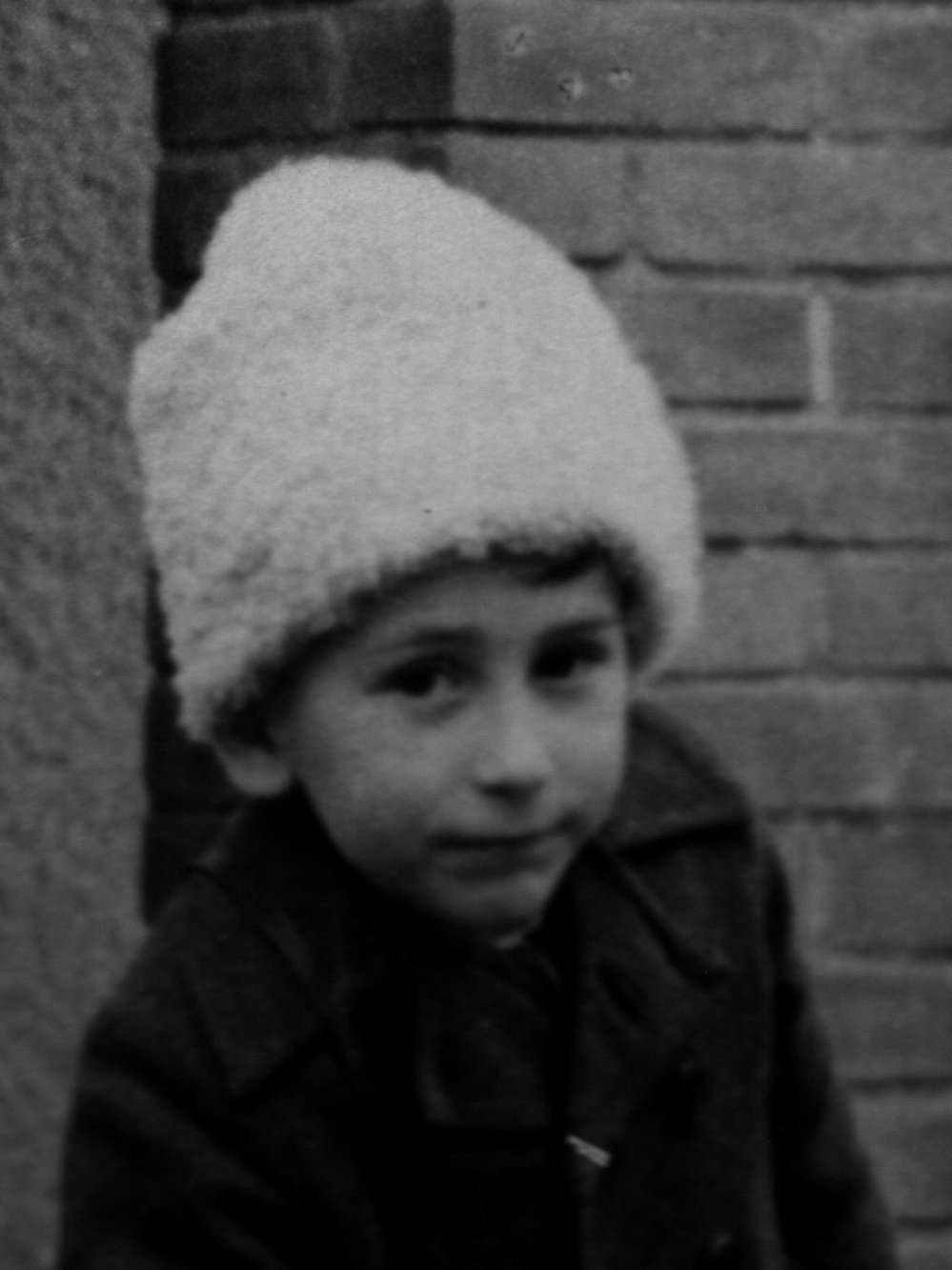
Copil purtând o căciulă românească din blană de miel.

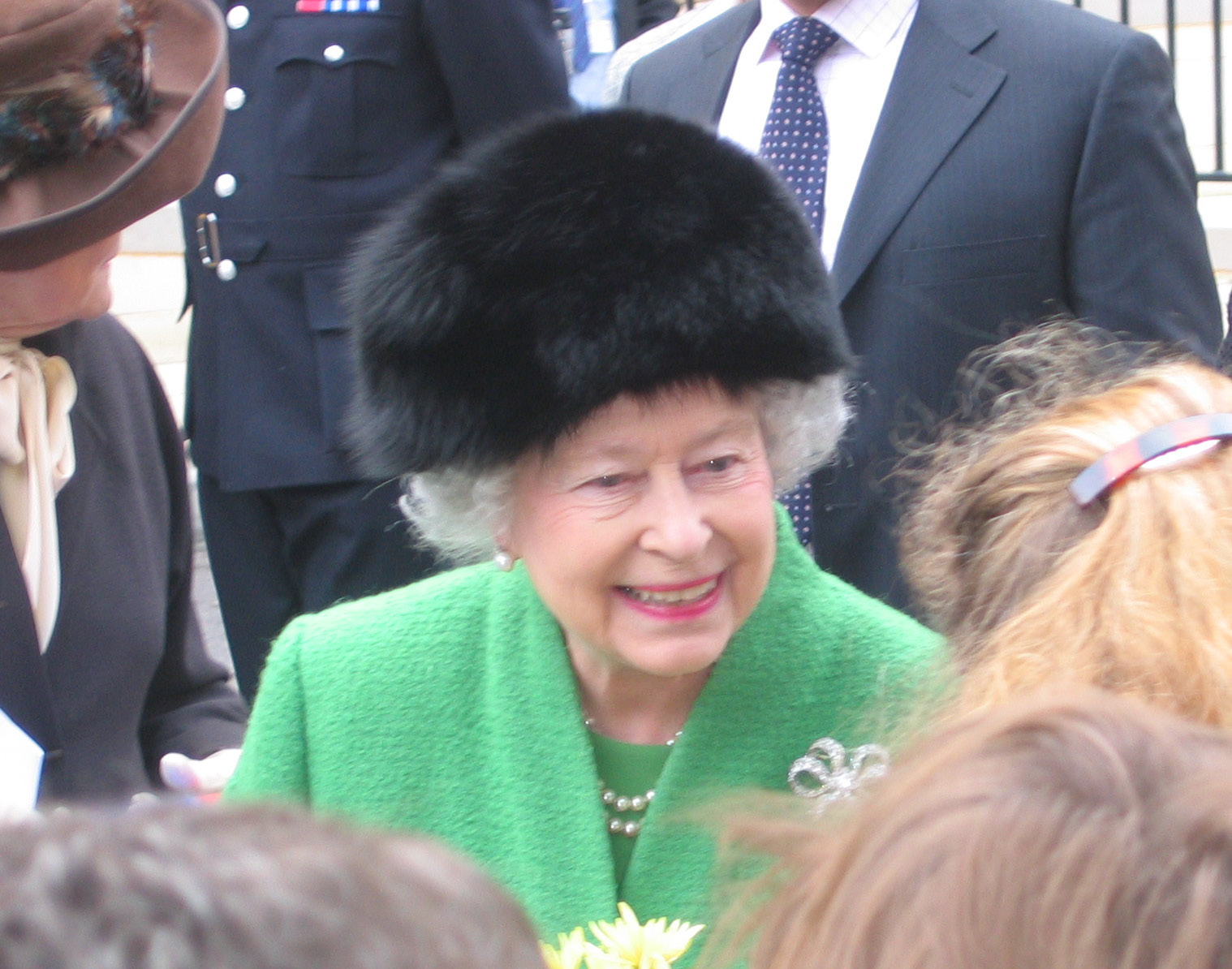
Regina Elisabeta a II-a purtând o căciulă

Căciulă este un obiect vestimentar destinat să protejeze capul oamenilor. Poate fi confecționată fie din blană naturală (lână de exemplu), fie din fibre artificiale.

## Stiluri de căciuli
- Căciula tradițională românească
- Cușma rusească.
- Caracul: căciulă fabricată din blană oii caracul, tradițională în țările Asiei Centrale.
- Kalpak (kolpag, căciulă de husar, busby, colback, qalpaq) este o căciulă cilindrică care s-a purtat de către cavalerie pe timpul Războaiele Napoleoniene și de regimentele de husari. În secolele XVI și XVII cavaleria ungară a început să folosească aceste căciuli care în scurt timp au fost adoptate de armatele întregii Europe.
- Bearskin (literal: piele de urs în engleză) : căciuli purtate de gărzile regale britanice.
- Bonnet à poil (literal bonetă de păr în franceză), căciuli purtate de grenadierii gărzii imperiale napoleoniene.
- Ușanca: se crede că are origini mongole dar este des folosită de către numeroase popoare din Europa Răsăriteană, Rusia și până în Coreea. Ușanca a făcut parte din uniforma armatei ruse până în anul 2013. De asemenea, modele asemănătoare fac parte din uniformele de iarnă a armatelor americane și canadiene.
- Ștreimleh: căciulă voluminoasă, purtată de evreii ultraortodocși căsătoriți în zilele de șabat și la sărbătorile religioase.

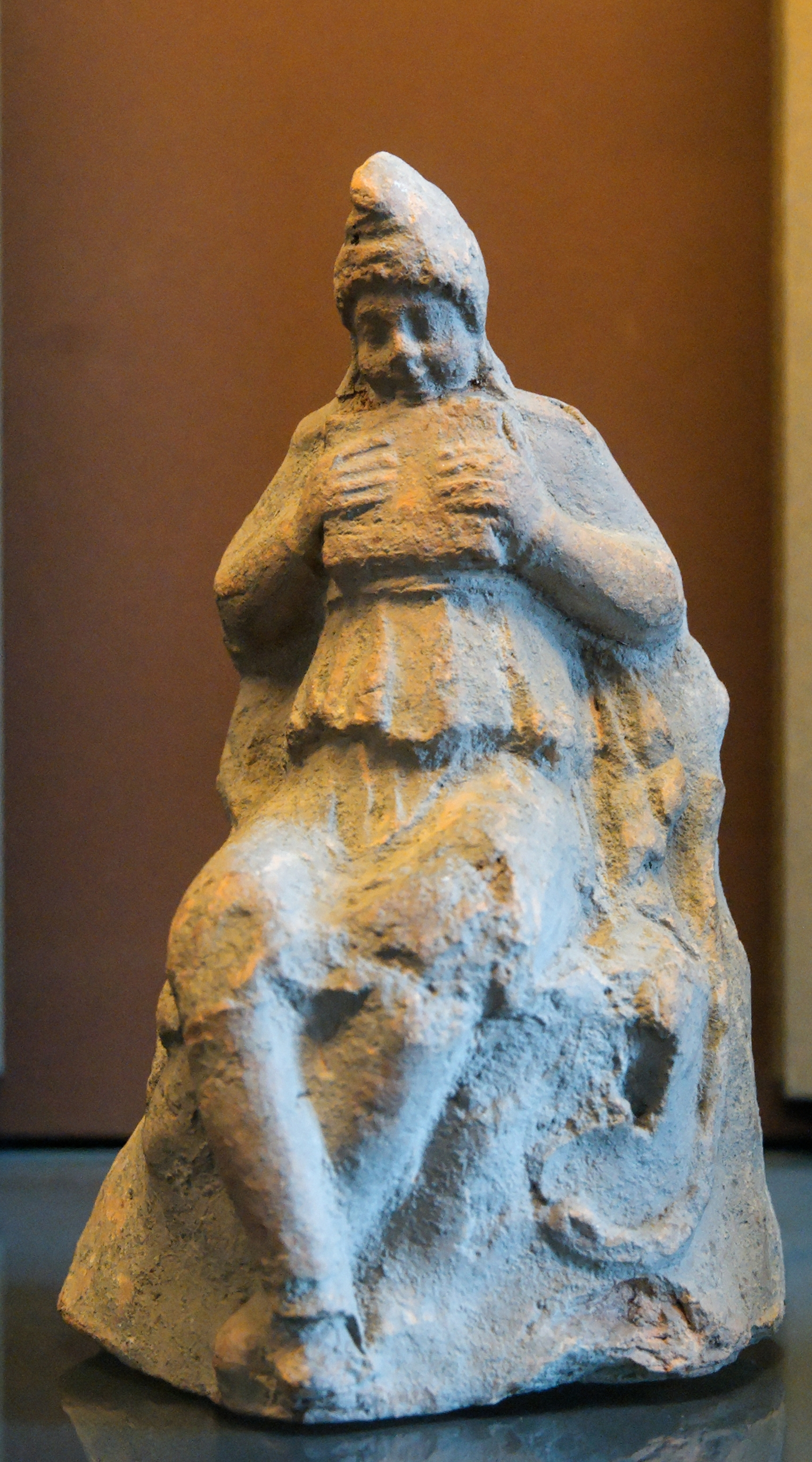
În Antichitate, căciula exista la popoarele indo-europene precum Dacii, Tracii și Frigienii : aici pe capul lui Attis, teracotă macedoniană, 200 î.e.n.,, muzeul Luvrului, Paris.
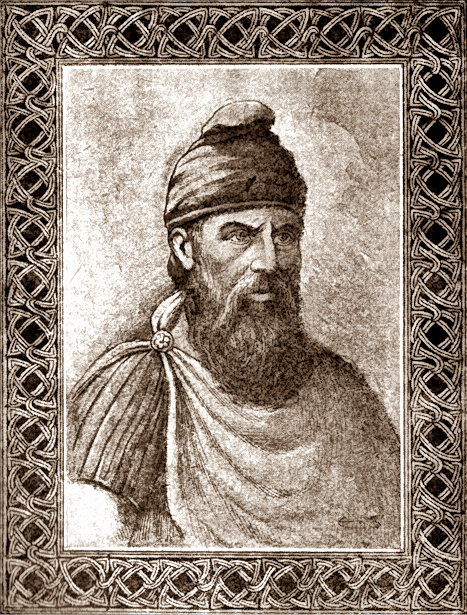
Căciula era și însemnul aritocraților daci (tarabostii) precum Decebal.
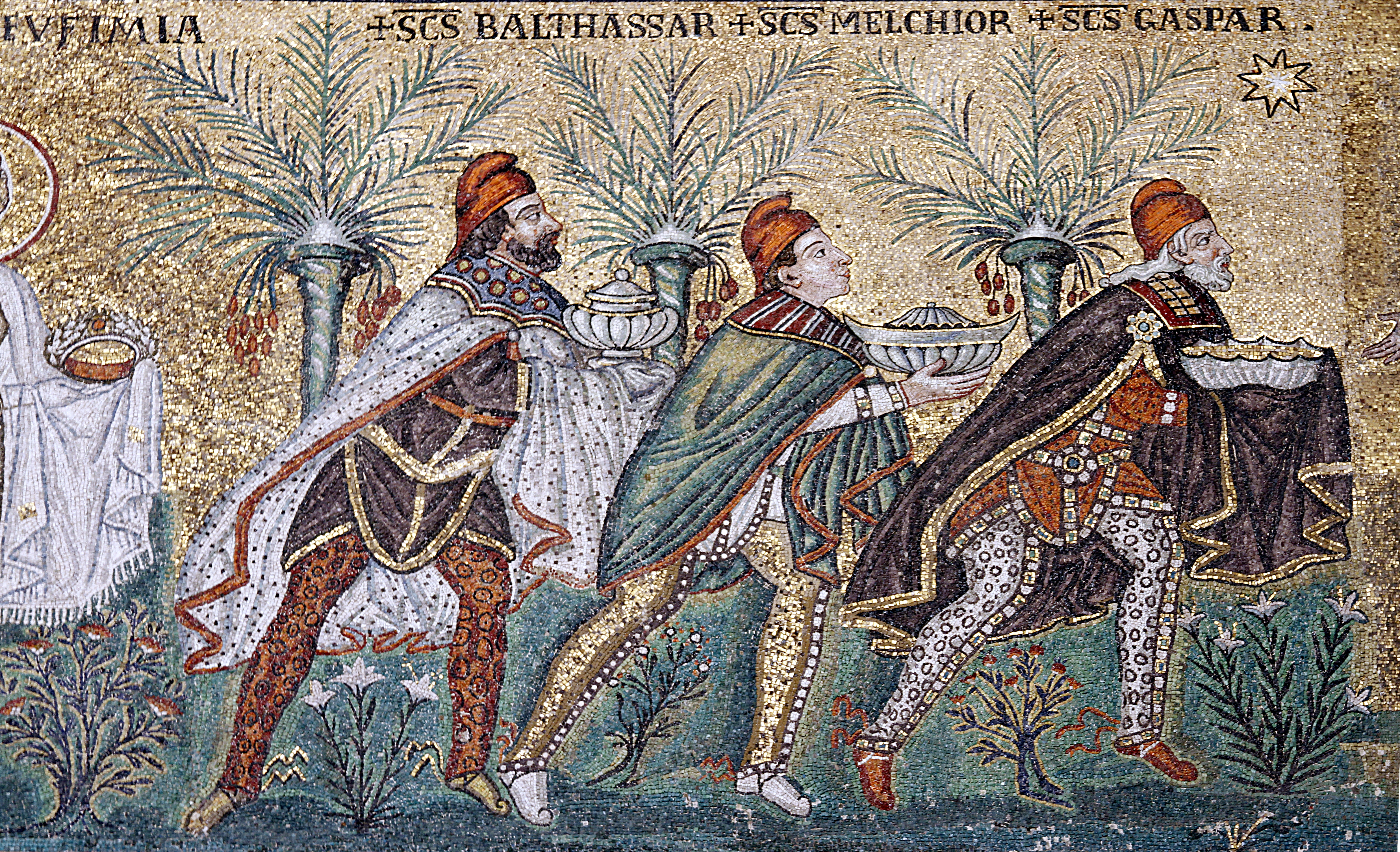
Căciulile celor trei crai, mozaica bizantină de la Ravenna, Italia.
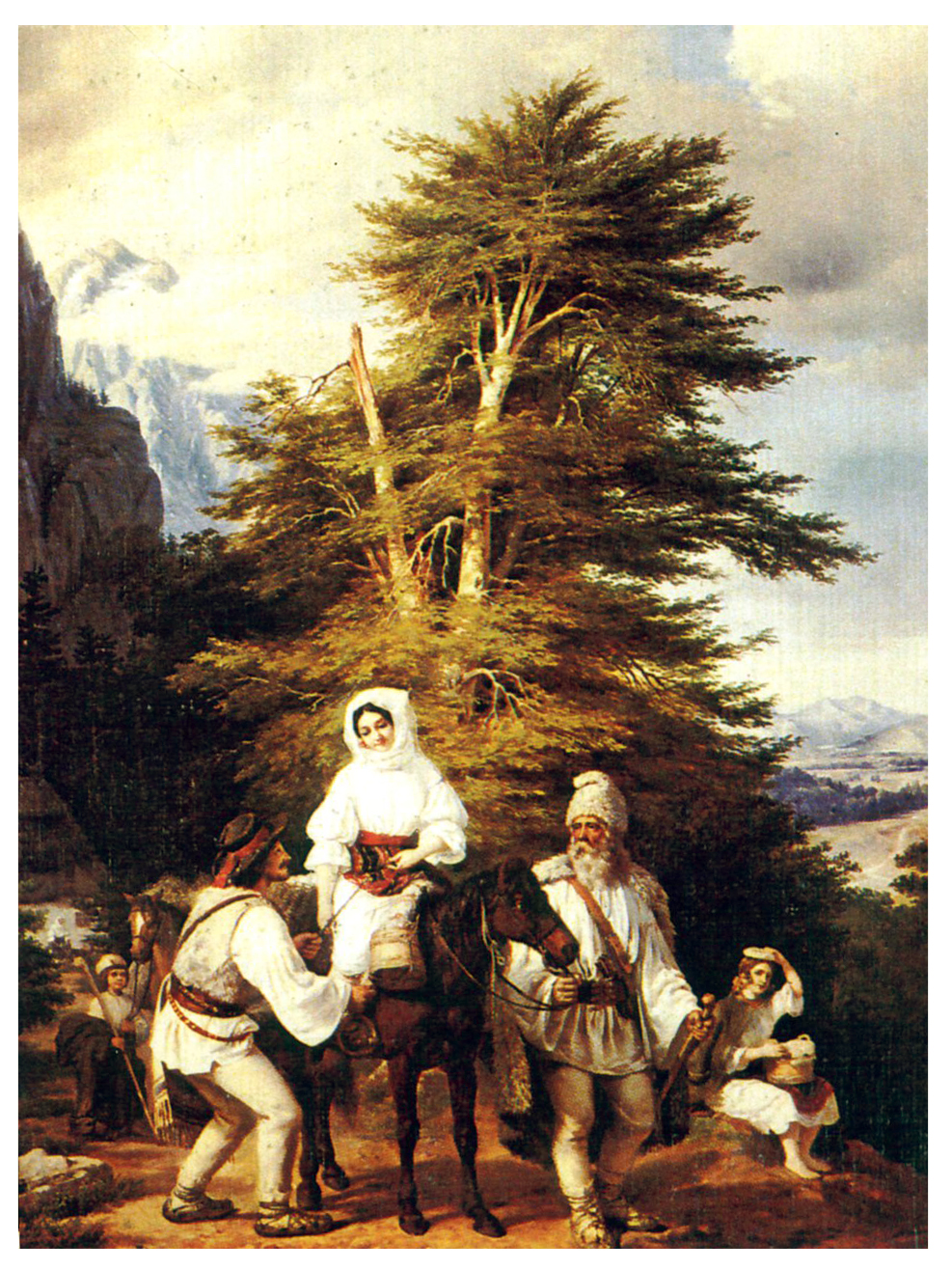
Miklos Barabas : familie de Români ardeleni, 1844 : bunicul poartă o căciulă.
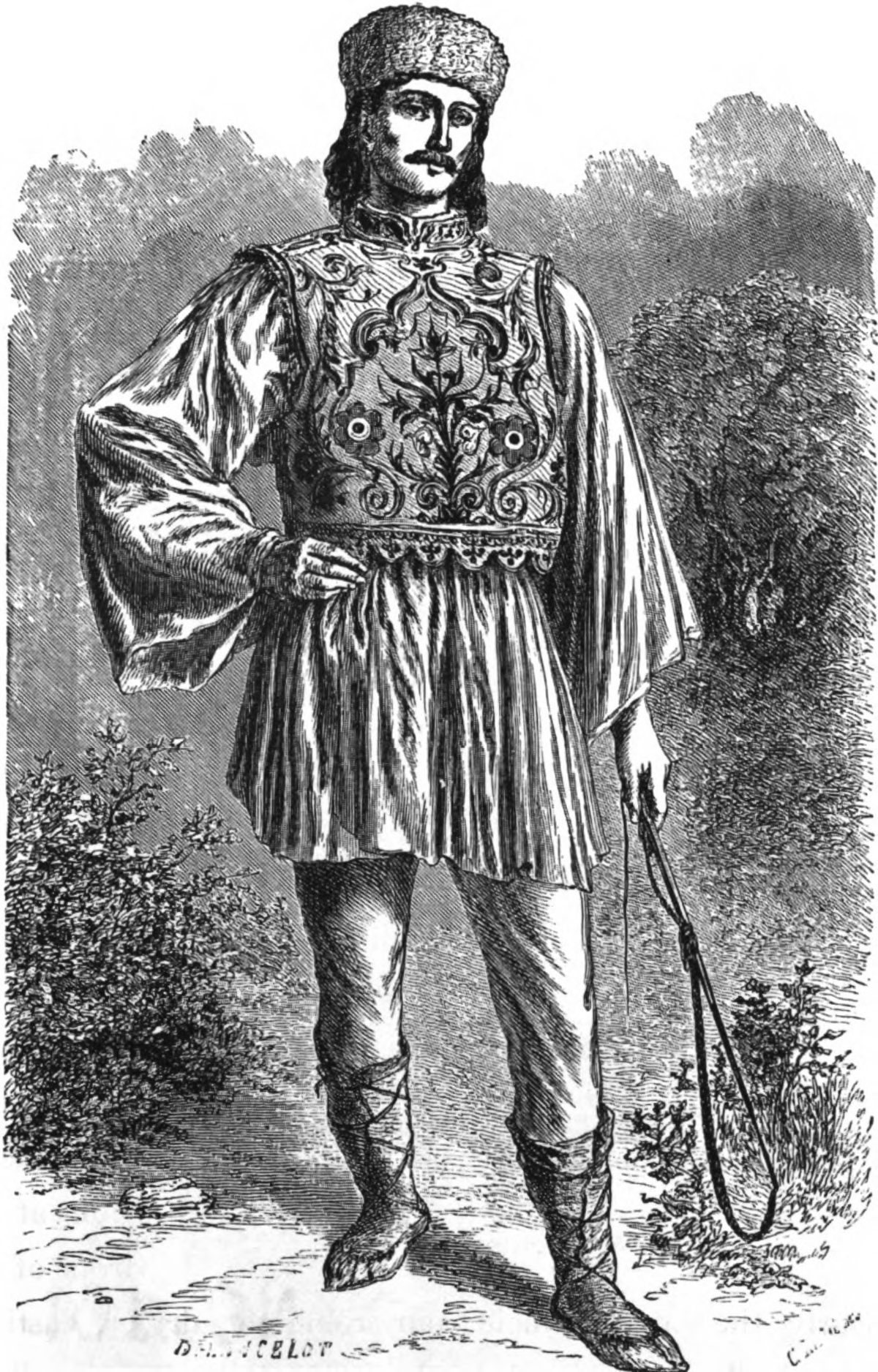
Căciulă pe capul unui țăran român, desen de D. Lancelot, sec. XIX.
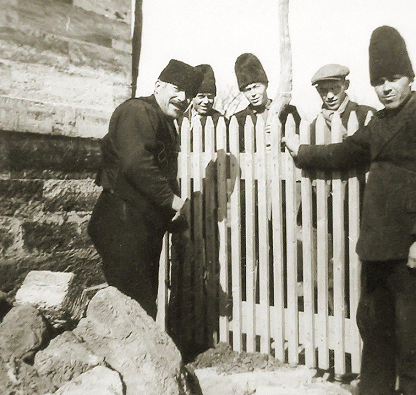
Basarabeni purtând căciuli, începutul sec. XX.